# Dollar des Antilles britanniques
Pour les articles homonymes, voir dollar.
Le dollar est l'ancienne monnaie officielle de la Fédération des Antilles et de la Guyane britannique entre 1949 et 1965.

## Histoire monétaire
En 1949, le Gouvernement britannique décide de régulariser et unifier le système monétaire en dollar pour les territoires de la Guyane britannique et pour une partie de ses possessions situées dans les Caraïbes. Sont écartés de ce système les territoires suivants : le Honduras britannique, les Îles Caïmans, les Îles Turques-et-Caïques, les Bahamas et les Bermudes.
Le dollar des Antilles britanniques (abrégé BWI$) est aligné sur la livre sterling, il vaut 4,80 dollars pour une livre, le dollar valant 50 pence (ou 4 shillings et 2 pence). En 1950, est fondé le British Caribbean Currency Board (BCCB) basé à Trinité-et-Tobago, organisme chargé d'émettre les pièces et les billets. Jusqu'en 1955, seuls existent des billets de banque pour des valeurs de 1, 2, 5, 10, 20, 50 et 100 dollars, au nom du British Caribbean Territories, Eastern Group. Après cette date, le dollar est décimalisé, divisé en 100 cents, et est émise une série de pièces pour des valeurs de ½, 1, 2 pence en bronze, de 5 pence en laiton, et de 10, 25 et 50 cents en cupronickel.
La Jamaïque rejoint le système de 1954 à 1964.
En 1965, la Fédération des Indes occidentales est dissoute, le British Caribbean Currency Board est remplacé par le Eastern Caribbean Currency Authority qui est chargé d'une nouvelle monnaie, le dollar des Caraïbes orientales, pour un taux d'échange similaire à celui de 1949.
Pièces et billets gardent leur cours légal jusqu'en 1981.